# The Party (album Alexii)
The Party – drugi album studyjny włoskiej piosenkarki Alexii. Płyta została wydana 1 czerwca 1998 roku i zawiera czternaście utworów.

## Lista utworów
| Nr  | Tytuł                       | Długość |
| --- | --------------------------- | ------- |
| 1.  | Keep On Movin'              | 3:38    |
| 2.  | Gimme Love                  | 2:55    |
| 3.  | Bad Boy                     | 3:28    |
| 4.  | The Music I Like            | 3:23    |
| 5.  | Crazy for You               | 3:57    |
| 6.  | Claro De Luna               | 3:55    |
| 7.  | Everything                  | 3:34    |
| 8.  | Feelings                    | 4:25    |
| 9.  | Every Day                   | 3:46    |
| 10. | I Love My Baby              | 3:15    |
| 11. | Don't Love Me Baby          | 2:45    |
| 12. | If You Say Goodbye          | 3:34    |
| 13. | Dame Amor                   | 2:55    |
| 14. | Uh La La La (Almighty Edit) | 3:40    |